# Die Rache der Pharaonen (1959)
Die Rache der Pharaonen (Originaltitel: The Mummy) ist ein Horrorfilm der britischen Film-Produktion Hammer aus dem Jahr 1959 und eine Neuauflage von Die Mumie (1932). Wie bereits bei Frankensteins Fluch (1957) und Dracula (1958) übernahm Terence Fisher die Regie und die Hauptrollen wurden von Peter Cushing und Christopher Lee gespielt.

## Handlung
1895, nach zwanzig Jahren vergeblicher Suche, entdeckt eine Gruppe von Ägyptologen, bestehend aus John Banning, seinem Vater Stephen Banning und seinem Onkel Joseph Whemple, das legendäre Grabmal der Prinzessin Ananka. Trotz der Warnungen eines geheimnisvollen Ägypters namens Mehemet Bey betreten Stephen Banning und Joseph Whemple das Grab. Nur John muss aufgrund eines gebrochenen Beins zurückbleiben. Das Grab ist tatsächlich versiegelt und völlig unberührt. Whemple geht zurück ins Lager, um John zu berichten, während Stephen Banning sich weiter umsieht. Dabei entdeckt er in einer Nische in einer kartuschenförmigen Kiste die „Schriftrolle des Lebens“, mit der man angeblich Tote wieder zum Leben erwecken kann. Fasziniert beginnt er, einen Teil der Schrift zu rezitieren und belebt damit unbeabsichtigt die Mumie des Hohepriesters Kharis. Kurze Zeit später hört man draußen Bannings markerschütternden Schrei.
England, drei Jahre später. Johns Vater befindet sich seit jenem Tag in einem Zustand völliger Apathie und wird in einem Sanatorium für Geisteskranke betreut. Plötzlich fängt er jedoch an zu toben und behauptet, eine lebende Mumie sei hinter ihm her. Tatsächlich wird er kurze Zeit darauf von Kharis ermordet. Nach der Beerdigung sitzt John mit seinem Onkel Joseph in seinem Arbeitszimmer und überlegt, ob in den Mythen um das Grab der Ananka vielleicht doch ein Körnchen Wahrheit steckt.
Laut einer alten Legende waren Prinzessin Ananka und der Hohepriester Kharis ein Liebespaar, doch es war eine verbotene Liebe, da sie dem Gott Karnak geweiht war. Als sie infolge eines schweren Fiebers starb, dachte Kharis, dass mit ihrem Tod das Gelübde hinfällig geworden wäre. So stahl er die heilige Schriftrolle des Lebens, brach in ihre Grabkammer ein und versuchte, sie wieder zu beleben. Aber er wurde entdeckt und ob dieses schweren Frevels gegen die Götter zur Mumifizierung bei lebendigem Leib verurteilt. Er wurde außerdem dazu verdammt, auf ewig über das Grab der Prinzessin wachen zu müssen, ohne selbst Frieden zu finden und jeden zu vernichten, der Anankas Ruhe stört.
In diesem Moment wird die Haustür aufgerissen und die Mumie stürzt herein. Sie packt Joseph Whemple vor Johns Augen, der tatenlos zusehen muss, wie sein Onkel stirbt. Als die Mumie auf John selbst losgeht, betritt seine Frau Isabel, die dem Bildnis von Prinzessin Ananka zum Verwechseln ähnlich sieht, das Zimmer. Die Mumie erblickt sie, lässt von ihm ab und trottet davon.
John beginnt, Nachforschungen anzustellen und findet heraus, dass der geheimnisvolle Ägypter Mehemet Bey hinter den Attacken steckt. Als sein Vater damals die Mumie erweckte und über ihren Anblick wahnsinnig wurde, hatte Bey die Schriftrolle und die Mumie gestohlen, um die „Ungläubigen“ für ihre Respektlosigkeit zu bestrafen: Bey betet den Gott Karnak an und betrachtet es daher als Sakrileg, dass Fremde das Grab der Ananka entweihten.
Bey schickt die Mumie abermals aus, um John zu töten und wieder stellt sich ihr Isabel in den Weg. Bey, besessen von dem Gedanken seine „heilige“ Pflicht zu erfüllen, versucht, sie zu töten – und wird dadurch selbst zum Opfer der Mumie. Kharis, der in ihr seine Geliebte zu erkennen glaubt, entführt sie in den Sumpf. Im letzten Augenblick kann sich Isabel befreien und die Mumie wird von John und zu Hilfe eilenden Polizisten beschossen. Mehrfach getroffen begibt sich Kharis tiefer in den Sumpf, die heilige Schriftrolle des Lebens umklammernd, und versinkt schließlich.

## Entstehung
Während der Dreharbeiten zog sich Christopher Lee rollenbedingt diverse Verletzungen zu:
- Er renkte sich die Schulter aus, als er in einer Szene eine Tür aufbrechen musste, da diese irrtümlich vorher verriegelt worden war.
- Er erlitt einige leichte Verbrennungen aufgrund der Sprengladungen, die für die Gewehrschüsse an seinem Körper befestigt wurden.
- Außerdem verletzte er sich in den Sumpfszenen mehrmals Knie und Schienbeine an den Wasserleitungen, die für die Erzeugung des Sumpfes notwendig waren, da man durch die schmutzigbraune Färbung des Wassers die Leitungen von oben nicht sehen konnte.

Hammer hatte bereits die Universal-Klassiker Frankenstein und Dracula verfilmt. Die Rache der Pharaonen war das erste Remake, für welches Hammer die Rechte von Universal kaufte, daher konnte die Filmgesellschaft für die Mumie den Originalnamen „Kharis“ benutzen.

## Synchronisation
Die deutsche Synchronbearbeitung entstand in den Ateliers der Berliner Synchron in Berlin. Dialogregie führte Volker Becker.
| Figur                              | Darsteller      | Deutscher Sprecher    |
| ---------------------------------- | --------------- | --------------------- |
| John Banning                       | Peter Cushing   | Erich Schellow        |
| Kharis / Die Mumie                 | Christopher Lee | Friedrich Joloff      |
| Isobel Banning / Prinzessin Ananka | Yvonne Furneaux | Eva Katharina Schultz |
| Mehemet Bey                        | George Pastell  | Klaus Miedel          |
| Stephen Banning                    | Felix Aylmer    | Robert Klupp          |
| Joseph Whemple                     | Raymond Huntley | Paul Wagner           |
| Inspektor Mulrooney                | Eddie Byrne     | Hans Wiegner          |

## Kritiken
- Cinema: „Das Remake setzt eigene Akzente: Christopher Lee verleiht der Mumie die Züge einer romantischen, tragischen Gestalt.“

- Lexikon des internationalen Films: „Ein eher schwaches Remake des Klassikers Die Mumie (1933), entstanden in den Studios der britischen Hammer Productions, die auch für die populären Dracula-Verfilmungen mit Christopher Lee verantwortlich waren.“[4]

## Fortsetzungen
Hammer produzierte mehrere Fortsetzungen.
- Die Rache des Pharao
- Der Fluch der Mumie
- Das Grab der blutigen Mumie